# جان ترستن
جان ترستن (به انگلیسی: John Thurston) سناتور سابق عضو حزب جمهوری‌خواه ایالات متحده آمریکا بود. وی در سال ۱۸۹۵ تا ۱۹۰۱ میلادی سناتور ایالت نبراسکا در سنای ایالات متحده آمریکا بود.